# Jason Blum

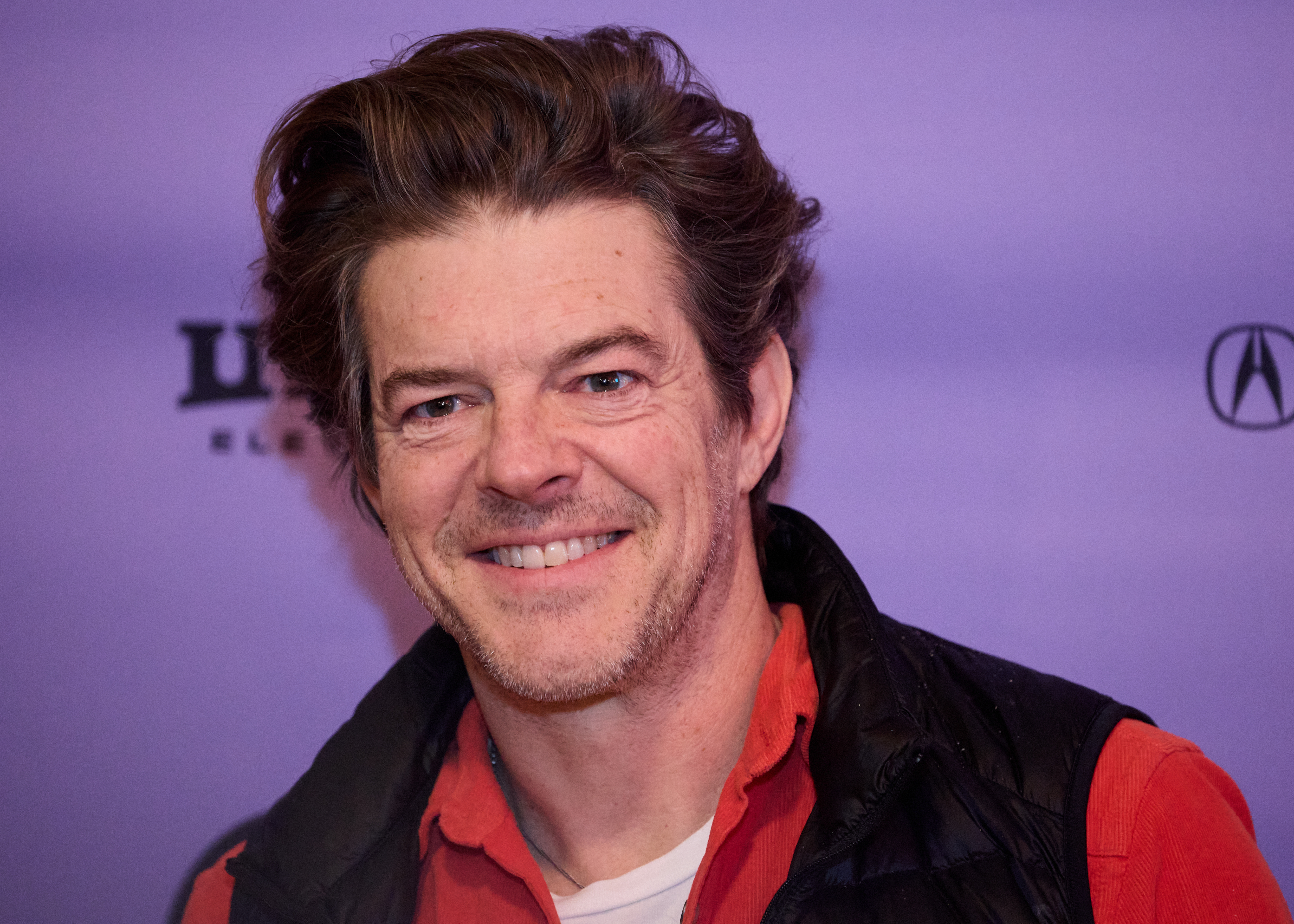
Jason Blum im Januar 2024 beim Sundance Film Festival

Jason Ferus Blum (* 20. Februar 1969 in Los Angeles, Kalifornien) ist ein US-amerikanischer Filmproduzent. Er ist Gründer und CEO der Filmproduktionsgesellschaft Blumhouse Productions.
Die Produktion der Filme Whiplash, Get Out und BlacKkKlansman brachte ihm jeweils eine Nominierung für den Oscar ein.

## Leben
Jason Blum ist das einzige Kind der Kunstprofessorin Shirley N. Blum und des Kunsthändlers Irving Blum. Seine Mutter war zuvor mit dem Museumsdirektor Walter Hopps verheiratet. Er wuchs in New York City auf.
Blum studierte am Vassar College. Beim Studium lernte er Noah Baumbach kennen, mit dem er zusammen seine ersten Kurzfilme drehte. Nach Abschluss des Studiums im Jahr 1991 zogen Blum und Baumbach nach Chicago, wo sie sich eine Wohnung teilten. Als Baumbach seinen ersten Spielfilm Kicking and Screaming umsetzte, fungierte Blum als Executive Producer.
Nach einem Streit mit Baumbach zog Blum nach New York City, wo er als Immobilienhändler arbeitete. Kurz darauf lernte er Ethan Hawke kennen, der Blum als Producing Director für seine Malaparte Theater Company engagierte. Obwohl als Nonprofit-Unternehmen angedacht, erwirtschaftete Malaparte durch Blums Engagement einen Gewinn.
Danach arbeitete Blum zunächst als Vice President of Acquisitions bei Arrow Films und später als Co-president of Acquisitions bei Miramax Films unter Bob und Harvey Weinstein. Beim Sundance Film Festival 1999 erwarb Blum für 10,2 Mio. US-Dollar die als nächsten Hit gehandelte Independent-Komödie Happy, Texas. Der Film floppte jedoch und spielte lediglich 1,9 Mio. US-Dollar ein, wodurch Miramax einen erheblichen Verlust einfuhr. Beim Sundance hatte Blum auch einen Kauf des für 60.000 US-Dollar produzierten Horrorfilms Blair Witch Project ausgeschlagen. Stattdessen erwarb Artisan Entertainment die Rechte für 1,1 Mio. US-Dollar. Der Film spielte über 248 Mio. US-Dollar ein. Kurz darauf kündigte Blum bei Miramax. 
Er zog nach Los Angeles und war dort unter anderem als freier Produzent für Warner Brothers tätig. Im Jahr 2000 gründete Blum seine Produktionsfirma Blumhouse Productions. Weitere Projekte, die er unter anderem Paramount Pictures anbot, erhielten keine Freigabe für eine Kinoveröffentlichung.
Dann sah Blum den Horrorfilm Paranormal Activity, der für nur 15.000 US-Dollar produziert worden war. Der Film erinnerte ihn an das Blair Witch Project. Blum bot den Film in zwei Jahren verschiedenen Studios an. Erst 2007 konnte er den Film über Paramount veröffentlichen. Bereits am Startwochenende spielte der Film 20 Mio. US-Dollar ein, was einer durchschnittlichen Einnahme von ca. 25.000 US-Dollar pro Kino entspricht. Insgesamt spielte der Film weltweit fast 200 Mio. US-Dollar ein und ist damit Stand 2015 der bisher profitabelste Film. Der Film zog mehrere Fortsetzungen nach sich.
Danach spezialisierte Blumhouse Productions sich auf die Herstellung von kostengünstigen Genre-Produktionen. Viele dieser sogenannten Micro-Budget-Filme spielten das mehrfache ihrer Produktionskosten ein, wodurch sie als hochprofitabel gelten. Die meisten seiner Filme produziert Blum für durchschnittlich 4,5 Mio. US-Dollar. Solange ein Film unter diesen Kosten bleibt, wird er laut Blum sein Geld auch wieder einspielen, wenn „alles schiefgeht“ („The model is, really, if everything goes wrong, we will recoup.“). Dafür verzichtet Blum auf seinen eigenen Vorschuss als Produzent und bezahlt Darstellern und Stab nur die gewerkschaftlich vereinbarten Minimal-Löhne. Falls der Film jedoch an den Kinokassen funktioniert, nimmt Blum von jedem verdienten Dollar 12,5 % ein und teilt den Rest mit den Hauptdarstellern und dem Stab. Im Gegenzug sichert er den Filmmachern größtmögliche kreative Freiheit zu: die Drehbücher werden nicht mehr vom Studio überarbeitet und der Regisseur erhält eine Garantie für den finalen Schnitt. Um die Kosten niedrig zu halten, werden die Regisseure jedoch angewiesen, die Zahl der Sprechrollen zu beschränken und möglichst nur an einem Drehort zu filmen. Die Kosten werden auch dadurch niedrig gehalten, dass die Postproduktion nicht wie sonst üblich ausgelagert wird, sondern direkt von Blumhouse-Mitarbeitern übernommen wird.
Mit diesem Erfolgsrezept haben von Blumhouse produzierte Filme Stand 2024 über 6 Milliarden US-Dollar an den weltweiten Kinokassen eingenommen.
2014 war er als Produzent an Whiplash beteiligt und wurde hierfür in der Kategorie Bester Film für den Oscar nominiert. Seine Beteiligung an dem Fernsehfilm The Normal Heart brachte ihm im gleichen Jahr einen Emmy sowie 2015 den Stanley Kramer Award bei den Producers Guild of America Awards ein. Bei der Oscarverleihung 2018 war Blum gemeinsam mit Sean McKittrick, Edward H. Hamm Jr. und Jordan Peele für Get Out in der Kategorie Bester Film nominiert. 2019 folgte eine weitere Nominierung gemeinsam mit Spike Lee, Raymond Mansfield, Jordan Peele und Sean McKittrick für BlacKkKlansman, erneut für den Besten Film. Vom Locarno Film Festival wurde ihm der Premio Raimondo Rezzonico 2022 zuerkannt.

## Privatleben
Blum ist seit dem 14. Juli 2012 mit Journalistin und Drehbuchautorin Lauren A. E. Schuker Blum verheiratet. Im April 2015 wurde ihre Tochter geboren.

## Filmografie (Auswahl)
Produzent
- 2004: The Fever
- 2006: Griffin & Phoenix
- 2006: The Darwin Awards
- 2007: Paranormal Activity
- 2008: Zufällig verheiratet (The Accidental Husband)
- 2010: Zahnfee auf Bewährung (Tooth Fairy)
- 2010: Insidious
- 2010: Paranormal Activity 2
- 2011: Paranormal Activity 3
- 2012: Sinister
- 2012: The Lords of Salem
- 2012: The Bay – Nach Angst kommt Panik (The Bay)
- 2012: Paranormal Activity 4
- 2013: Dark Skies – Sie sind unter uns (Dark Skies)
- 2013: The Purge – Die Säuberung (The Purge)
- 2013: Hangover Girls – Best Night Ever (Best Night Ever)
- 2013: Insidious: Chapter 2
- 2014: Paranormal Activity: Die Gezeichneten (Paranormal Activity: The Marked Ones)
- 2014: Whiplash
- 2014: Creep
- 2014: The Purge: Anarchy
- 2014: Stretch
- 2014: Mercy – Der Teufel kennt keine Gnade (Mercy)
- 2014: Ouija – Spiel nicht mit dem Teufel (Ouija)
- 2014: Jessabelle – Die Vorhersehung (Jessabelle)
- 2014: Warte, bis es dunkel wird (The Town That Dreaded Sundown)
- 2015: The Boy Next Door
- 2015: The Lazarus Effect
- 2015: Area 51
- 2015: Insidious: Chapter 3 – Jede Geschichte hat einen Anfang (Insidious: Chapter 3)
- 2015: Gallows – Jede Schule hat ein Geheimnis (The Gallows)
- 2015: The Gift
- 2015: Sinister 2
- 2015: Visions
- 2015: The Visit
- 2015: Curve
- 2015: Paranormal Activity: Ghost Dimension
- 2015: Jem and the Holograms
- 2016: Der Kult – Die Toten kommen wieder (The Veil)
- 2016: Still (Hush)
- 2016: In a Valley of Violence
- 2016: The Darkness
- 2016: Lowriders
- 2016: The Purge: Election Year
- 2016: Viral
- 2016: Split
- 2016: Ouija: Ursprung des Bösen (Ouija: Origin of Evil)
- 2016: Incarnate – Teuflische Besessenheit (Incarnate)
- 2017: Get Out
- 2017: Stephanie – Das Böse in ihr (Stephanie)
- 2017: The Keeping Hours
- 2017: Amityville: The Awakening
- 2017: Happy Deathday (Happy Death Day)
- 2018: Insidious: The Last Key
- 2018: Unknown User: Dark Web (Unfriended: Dark Web)
- 2018: Upgrade
- 2018: Benji
- 2018: Wahrheit oder Pflicht (Truth or Dare)
- 2018: Delirium
- 2018: BlacKkKlansman
- 2018: The First Purge
- 2018: The Lie
- 2018: Halloween
- 2018: Bloodline
- 2018: Seven in Heaven
- 2019: Glass
- 2019: Don’t Let Go
- 2019: Sweetheart
- 2019: Happy Deathday 2U (Happy Death Day 2U)
- 2019: Wir (Us)
- 2019: Adopt a Highway
- 2019: Ma
- 2019: The Gallows Act II
- 2019: Prey
- 2019: Black Christmas
- 2020: Renn, Liebling, Renn (Run Sweetheart Run)
- 2020: Fantasy Island
- 2020: Der Unsichtbare (The Invisible Man)
- 2020: The Hunt
- 2020: Du hättest gehen sollen (You Should Have Left)
- 2020: Freaky
- 2020: Nocturne
- 2020: Blumhouse’s Der Hexenclub (The Craft: Legacy)
- 2021: The Forever Purge
- 2021: Halloween Kills
- 2021: Dashcam
- 2021: This Is the Night
- 2021: The Black Phone
- 2021: Paranormal Activity: Next of Kin
- 2022: Unser Vater – Dr. Cline (Our Father, Dokumentarfilm)
- 2022: Firestarter
- 2022: Rache auf Texanisch (Vengeance)
- 2022: They/Them
- 2022: Mr. Harrigan’s Phone
- 2022: Halloween Ends
- 2022: M3GAN
- 2023: Totally Killer – Gefährliches Spiel mit der Zeit (Totally Killer)
- 2023: Insidious: The Red Door
- 2023: Der Exorzist – Bekenntnis (The Exorcist: Believer)
- 2023: Five Nights at Freddy’s
- 2024: Night Swim
- 2024: Imaginary
- 2024: Afraid
- 2024: Speak No Evil
- 2025: Wolf Man
- 2025: Drop – Tödliches Date (Drop)
- 2025: The Woman in the Yard
- 2025: M3GAN 2.0

Executive Producer
- 1995: Kicking and Screaming
- 2000: Hamlet
- 2002: Hysterical Blindness (Fernsehfilm)
- 2008: Der Vorleser (The Reader)
- 2012: The River (Fernsehserie, 8 Episoden)
- 2012: Lawless – Die Gesetzlosen (Lawless)
- 2013: Stranded (Fernsehserie, 6 Episoden)
- 2014: 13 Sins
- 2014: Unknown User (Unfriended)
- 2014: The Normal Heart (Fernsehfilm)
- 2015: How to Dance in Ohio (Dokumentarfilm)
- 2015: Exeter
- 2015: Der Unglücksbringer: Das Leben und die Tode des Robert Durst (The Jinx: The Life and Deaths of Robert Durst, Miniserie, 6 Episoden)
- 2015: South of Hell (Fernsehserie, 8 Episoden)
- 2015: Hellavator (Fernsehserie, 9 Episoden)
- 2016: Sleight
- 2016: Alive and Kicking (Dokumentarfilm)
- 2016: Das Belko Experiment (The Belko Experiment)
- 2016: Birth of the Dragon
- 2016: The Resurrection of Gavin Stone
- 2017: Creep 2
- 2018: This Is Home: A Refugee Story (Dokumentarfilm)
- 2018: Stockholm
- 2018–2019: The Purge (The Purge, Fernsehserie, 12 Episoden)
- 2018–2021: Into the Dark (Fernsehserie, 11 Episoden)
- 2018: Tremors (Fernsehfilm)
- 2020: Black Box
- 2020: Evil Eye
- 2021: Bingo Hell
- 2021: Black as Night
- 2021: The Manor
- 2021: Madres – Der Fluch (Madres)
- 2021: A House on the Bayou
- 2021: American Refugee (Fernsehfilm)
- 2022: Nanny
- 2022: Soft & Quiet
- 2022: The Youth Governor (Dokumentarfilm)
- 2022: The Thing About Pam (Miniserie, 6 Episoden)
- 2022: Torn Hearts
- 2022: Unhuman
- 2022: The Anarchists (Dokumentarserie, 6 Episoden)
- 2022: The Visitor